# Indes orientales néerlandaises
Pour les articles homonymes, voir Indes orientales.
Ne doit pas être confondu avec Inde néerlandaise.
1800–1949
Entités précédentes :
- Compagnie néerlandaise des Indes orientales (1800)
- Sultanat d'Aceh (1903)
- Royaume de Bali (1908)
- Sultanat de Lingga-Riau (1911)
- République de Lanfang (1777)

Entités suivantes :
- Établissements des détroits
- Occupation japonaise des Indes néerlandaises
- République d'Indonésie
- Nouvelle-Guinée néerlandaise
- République des Moluques du Sud

Les Indes orientales néerlandaises, souvent abrégées en Indes néerlandaises (néerlandais : Nederlands-Indië ; indonésien : Hindia Belanda), est le nom que les Pays-Bas donnaient à l'ensemble des îles qu'ils contrôlaient en Asie du Sud-Est de 1800 jusqu'à la Seconde Guerre mondiale. 
Le 17 août 1945, celles-ci proclament leur indépendance politique sous le nom de république d'Indonésie. Les Pays-Bas ne reconnaissent cette indépendance que le 27 décembre 1949, au terme d'une période de conflit armé et diplomatique que les Indonésiens appellent Revolusi.

## Histoire
Pour un article plus général, voir Histoire de l'Indonésie.

### Avant 1602
Au XVIe siècle, en Europe, un gramme de clou de girofle vaut plus qu’un gramme d’or. Les Européens, dont l'approvisionnement en épices dépend du Moyen-Orient, cherchent un accès direct aux îles qui les produisent.
Les Portugais sont les premiers à trouver la route maritime qui relie l'Europe à l'Asie en contournant le Cap. En 1511, Afonso de Albuquerque prend Malacca, le plus important port d'Asie du Sud-Est. À partir de cette base, les Portugais s'installent progressivement aux Moluques, les îles aux épices tant convoitées.
Les Néerlandais ne tardent pas à découvrir la route par le Cap. En 1596, une première expédition, dirigée par Cornelis de Houtman et Gerrit van Beuningen atteint Banten, le sultanat producteur de poivre dans l’Ouest de l'île de Java. Ce premier voyage ne permet pas de faire de bénéfices, ni de nouer une quelconque alliance politique avec les pouvoirs javanais.

### Compagnie des Indes orientales (1602-1798)

Les possessions et les échanges commerciaux de la Compagnie des Indes néerlandaises aux.

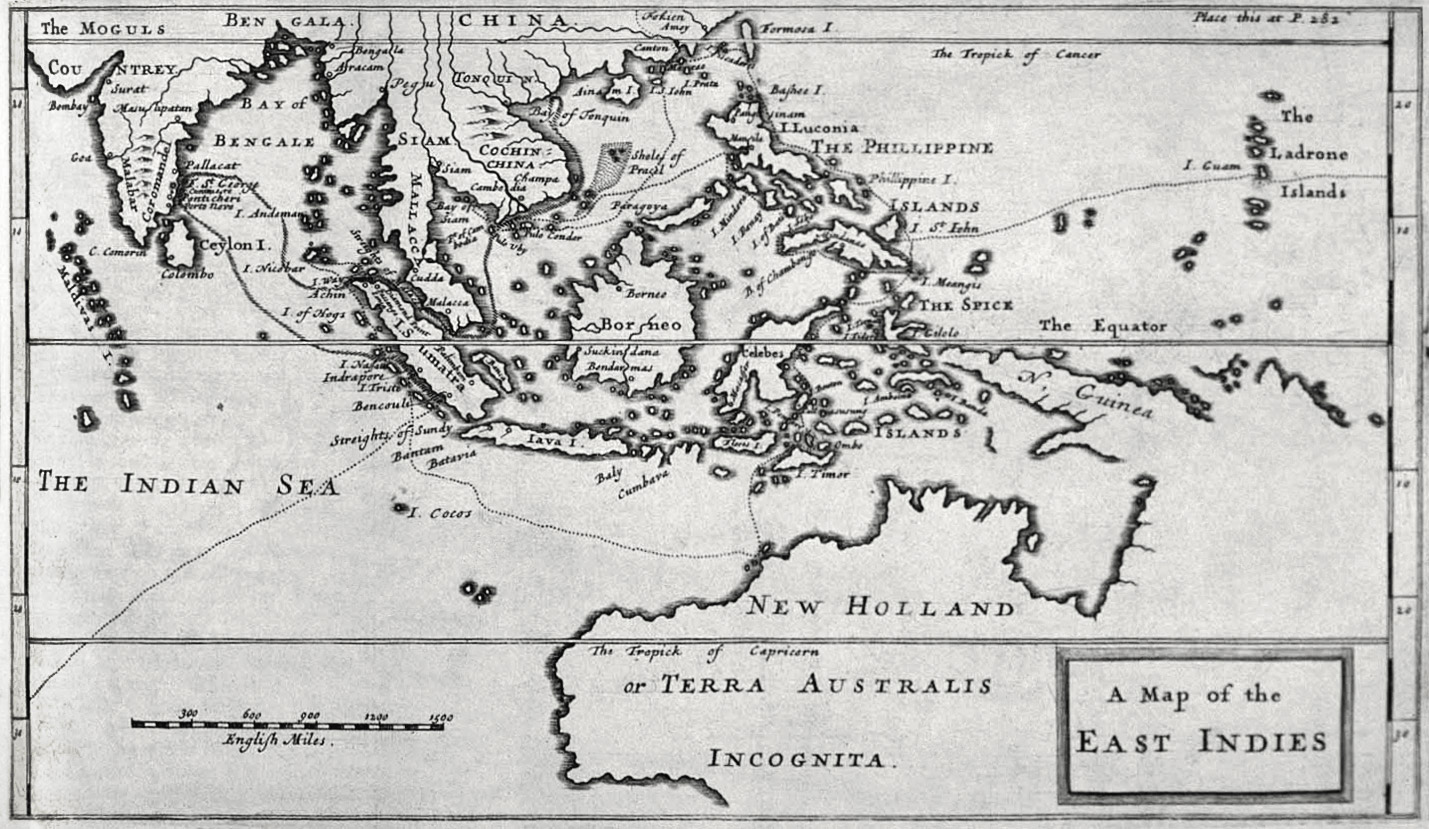
Carte des Indes orientales de William Dampier, 1697.

Le 20 mars 1602 la « Compagnie unie des Indes Orientales » (Vereenigde Oost-Indische Compagnie, VOC ) est fondée à Amsterdam, à l’initiative de Johan van Oldenbarnevelt, avec un capital de 6 440 millions de florins répartis en actions. Les États généraux des Provinces-Unies lui octroient une charte lui donnant le monopole du commerce dans l’océan Indien. La Compagnie peut traiter avec les souverains locaux, faire la guerre, lever des troupes, posséder des navires de commerce et des navires de guerre, construire des forts. Elle est administrée par l’« Assemblée des Dix-sept » (de Heeren Zeventien), représentant les six chambres de commerce des Provinces-Unies. En 1605, elle occupe un premier fort portugais aux Moluques. Désireuse de contrôler le commerce du poivre vers l'Europe, la VOC prend Jayakarta, une petite place forte vassale de Banten, en 1619, et la rebaptise « Batavia » en l'honneur de leurs ancêtres, les Bataves.
En 1641, les Néerlandais prennent Malacca aux Portugais. Ils occupent Kupang, un établissement portugais dans l'Ouest de Timor, en 1653. Les Portugais se maintiennent dans l'Est de l'île.

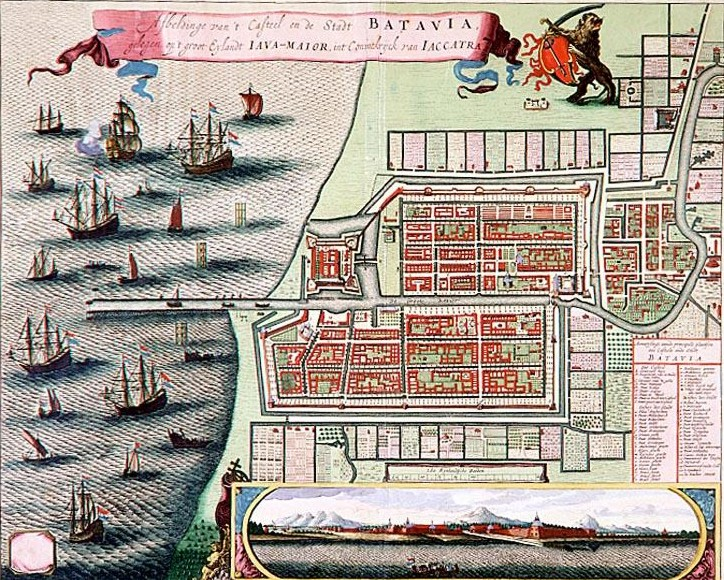
Batavia en 1740.

Au XVIIe siècle, le royaume de Gowa dans le Sud de Sulawesi menace l'hégémonie que les Néerlandais veulent imposer dans l'Est de l'archipel indonésien. Gowa finit par être vaincue. Au cours du XVIIIe siècle, Java est le théâtre de guerres de successions qui poussent la VOC à intervenir. Elle impose aux princes javanais de signer en 1755 le traité de Giyanti, qui consacre la souveraineté néerlandaise sur Java.
Vers 1750, toute l’île de Java est ainsi dominée par la Compagnie néerlandaise des Indes orientales. Ailleurs, les Néerlandais gouvernent par l’intermédiaire des princes locaux, qui vivent des tributs prélevés sur les paysans. À Sumatra, la Compagnie les utilise comme intermédiaires de son commerce par les comptoirs de Padang et de Palembang. Le Sud de Bornéo attire également la compagnie en raison de ses ressources en poivre, diamants et or. À cause des épices, les Moluques connaissent le régime le plus dur. Les quotas fixés à la baisse par la Compagnie sur le girofle et la muscade provoquent la misère des habitants qui dépendent de la Compagnie pour leur ravitaillement et cela entraîne la chute de la population. Quand les marchés européens réclament plus d’épices et que les prix montent, la Compagnie impose d’accroître la production. Mais les populations refusent, craignant de devoir plus tard arracher leurs plantations. Malgré l’interdiction du transport des semences, les Britanniques et les Français introduisent alors clous de girofle et muscades dans leurs colonies, compromettant le monopole néerlandais.
La quatrième guerre anglo-néerlandaise (1780-1784) affaiblit la Compagnie néerlandaise des Indes orientales, qui a négligé d’entretenir la flotte et l’armée. Les princes et la population de l’archipel mettent à profit les difficultés des Provinces-Unies pour tenter de s'émanciper et des expéditions difficiles à Bornéo et à Sulawesi sont engagées par les Néerlandais. Des mouvements insurrectionnels éclatent à Java. La route des détroits est menacée. Le sultan de Riouw, archipel au sud de la péninsule malaise, forme avec le sultan de Johore et d’autres princes une véritable coalition. Malacca, investie en 1784, est sauvée de justesse.
Pendant les trois ans de guerre, les relations commerciales avec la métropole sont interrompues. À Java, on manque de monnaie d’argent et de cuivre, et les administrateurs doivent vendre à bas prix aux étrangers les marchandises qui s’accumulent dans les magasins. Ils doivent créer un papier-monnaie. En métropole, la Compagnie n’évite la faillite qu’en sollicitant l’aide de la province de Hollande et des États Généraux. La paix de 1784 lui porte un nouveau coup en ouvrant les mers indonésiennes aux Britanniques qui occupent Penang en 1786. Les Français s’intéressent à la vieille route de Suez, qui menace la route du Cap. Les commissions d’enquêtes (1780 et 1791) comme les plans de réformes ne changent rien aux méthodes anciennes de colonisation.
En 1795, devant l'invasion des troupes françaises, Guillaume V d'Orange-Nassau, stadhouder des Provinces-Unies, se réfugie en Angleterre et demande à ses administrateurs de céder les territoires néerlandais à l'Angleterre pour qu'ils ne tombent pas aux mains des Français. Les administrateurs néerlandais de l’Indonésie hésitent entre leur crainte du jacobinisme et leur haine de la Grande-Bretagne. Ils décident de reconnaître la République batave, alors sous influence française, mais de gérer seuls les affaires indonésiennes.
Les Britanniques occupent Malacca le 17 août 1795, puis certains établissements néerlandais (côte occidentale de Sumatra, Amboine (16 février 1796), îles Banda (8 mars 1796), Ternate). Les Néerlandais tiennent Java, Makassar, Banjarmasin et Palembang, et parviennent à chasser les Britanniques de la forteresse de Kupang à Timor dont ils s’étaient emparés en juin 1797.
Le 1er mai 1796, les directeurs abandonnent l’administration de la Compagnie des Indes orientales ( à un « Comité pour les affaires orientales » nommé par le gouvernement. En 1798, la VOC tombe en faillite, minée par la corruption et la mauvaise gestion, et le décret de sa suppression prend effet le 31 décembre 1799. Ses actifs sont repris par le gouvernement de la République batave.

#### Esclavage
La colonie néerlandaise du Cap importe des esclaves venant d’Indonésie dès le XVIIe siècle. Mais des esclaves africains sont aussi envoyés vers l’Indonésie. La VOC a organisé une traite pour les plantations de muscade à Sulawesi et des mines d’or de Sumatra.
Après 1799, les Pays-Bas, alors État client de la République française, exploite directement ses possessions et cherche à définir une nouvelle politique coloniale. Le Comité pour les affaires orientales informe les autorités de Batavia qu’il faut songer à introduire progressivement les idées nouvelles de liberté et d’égalité dans les Indes. Batavia répond que les nouveaux principes ne lui sont pas très bien connus et que l’on ne saurait bouleverser les relations établies entre les peuples et les princes indigènes. Le gouvernement néerlandais assure qu’il n’est pas question d’appliquer les principes de liberté et d’égalité dans les possessions indiennes tant qu’elles se trouveront « dans l’état nécessaire de subordination ». L’esclavage ne saurait être aboli « jusqu’à ce qu’un ordre plus élevé de civilisation générale permette l’amélioration du sort des esclaves avec la coopération de toutes les nations européennes qui ont des possessions outre-mer » (27 avril 1799).

### XIXesiècle

#### Occupation française (1806-1811)
Les Néerlandais récupèrent toutes leurs colonies sauf Ceylan à la paix d'Amiens du 25 mars 1802 mais les perdent à nouveau quand la paix est rompue. Les autorités néerlandaises à Batavia entendent mener une politique indépendante vis-à-vis de la France et du Royaume-Uni. Java connaît alors une période de prospérité et écoule sa production (café, sucre, épices) en direction des neutres (Danois et Américains), jusqu’en 1807, année où le Danemark entre en guerre et où Thomas Jefferson interdit à ses compatriotes de quitter les ports américains.
En 1806, alors que les Pays-Bas sont sous domination impériale française, l'empereur Napoléon Ier nomme son frère Louis Bonaparte sur le trône des Pays-Bas, ce qui conduit à la nomination en 1808 du maréchal Herman Willem Daendels au poste de gouverneur général des Indes orientales néerlandaises.

La Grande Route postale.

Le 1er janvier 1808, le gouverneur général Daendels, « patriote » rallié au roi Louis Bonaparte, arrive à Batavia alors que l’économie est florissante mais les paysans sont dans la misère ; le commerce est encore actif mais aux mains des étrangers ; les fonctionnaires ont gardé les anciennes habitudes de la Compagnie des Indes ; la menace britannique pèse sur l’île et les princes locaux n’attendent qu’une occasion pour se révolter. Il procède à d’importantes réformes : tous les fonctionnaires reçoivent un rang dans la hiérarchie militaire et un salaire approprié. Les princes indigènes (« les régents ») perdent toute autonomie et ne sont plus que des représentants des Pays-Bas. Daendels prévoit une justice pour les Indonésiens rendue par les tribunaux composés d’Indonésiens selon le droit coutumier (« adat ») de Java. Les étrangers (Européens, Chinois, Arabes et Indonésiens non-javanais) relèveront des cours de justice de Batavia, Semarang et Surabaya selon les codes néerlando-indonésiens. Il réorganise l’armée, crée des fabriques de poudre, de munition et d’armes, aménage une école d’artillerie à Semarang, un hôpital militaire et développe les fortifications. 
Daendels fait construire la « Grande Route postale (nl) », qui relie Anyer, sur la côte ouest de Java, à Banyuwangi à son extrémité orientale. Il impose aux paysans le régime de la corvée et généralise la pratique du travail forcé, notamment dans la culture du café. Il favorise la colonisation privée et vend de grandes étendues de terres à l’ouest et à l’est de Batavia, avec liberté totale d’exploiter les paysans.
Du 19 février au 26 août 1810, les Britanniques occupent les Moluques. Gilbert Elliot entre en relation avec les princes indigènes, joue au libérateur et provoque des révoltes, particulièrement dans le sultanat de Banten. Le 11 février 1811, apprenant que le royaume de Hollande a été annexé par Napoléon Ier le 9 juillet 1810 pour devenir les départements français des Pays-Bas, Daendels hisse le drapeau français à Batavia. Quelques mois plus tard, Daendels est rappelé et remplacé par Jan Willem Janssens comme gouverneur de Batavia. Après la défaite de Napoléon à la bataille de Waterloo en 1815 et le Congrès de Vienne, le contrôle indépendant des Pays-Bas a été rétabli en 1816 sur la base du traité anglo-néerlandais de 1814.

#### Guerres coloniales

##### Guerre anglo-néerlandaise de Java (1810-1811) et occupation britannique (1811-1816)
En août-septembre 1810, Java est conquise par les Britanniques de sir Thomas Stamford Raffles, devenu lieutenant-gouverneur de Java : Batavia est occupée le 8 août. Les soldats indonésiens font défection et le gouverneur général Janssens doit capituler le 18 septembre. L’archipel indonésien est rattaché au gouvernement général des Indes britanniques. Les princes javanais qui ont soutenu les Britanniques sont déçus, car Raffles intervient dans leurs affaires intérieures et procède à des annexions. Le procédé des livraisons forcées est abandonné sauf pour le café. Raffles compte introduire à Java le système établi dans le Bengale : la terre appartenant au gouvernement de Batavia, les terres non cultivées peuvent être cédées à des colons étrangers, celles déjà cultivées sont louées par l’intermédiaire des chefs de village aux cultivateurs qui la travaillent. Ces paysans, dans l’impossibilité de s’acquitter du loyer (landrente), empruntent et passent sous le joug des usuriers, qui sont souvent les chefs de village eux-mêmes. En même temps, le commerce libre est encouragé. Raffles songe à exporter des cotonnades anglaises, ce qui implique la disparition des industries locales et la création d’un marché colonial.
Du 5 au 10 avril 1815 a lieu l'éruption volcanique du volcan Tambora, de l'île de Sumbawa, 90 % de la population de l'île meurt : on dénombre plus de 50 000 morts. L'éruption cause des perturbations climatiques sur l'ensemble de la planète, donnant lieu à l'année sans été.
En 1816, les Britanniques rétrocèdent Java aux Pays-Bas. Les Néerlandais installent une administration directe sur l’ensemble de leurs possessions.
Le Traité de Londres est signé en 1824 entre les Britanniques et les Néerlandais. Le contrôle des territoires revendiqué par les Européens au sud de Singapour revient aux Néerlandais. Courant 1825, les Britanniques rendent aux Néerlandais Sumatra, Bali, le Sud de Bornéo, et divers autres iles et archipels. Cependant, ils restent très présents économiquement, surtout à Sumatra. Sur la base de ce traité, les Néerlandais ont également cédé le gouvernorat de  Dutch Malacca (en) à la Grande-Bretagne, conduisant à son éventuelle incorporation à Malacca (État) de Malaisie.

##### Guerre de Java (1825-1830)

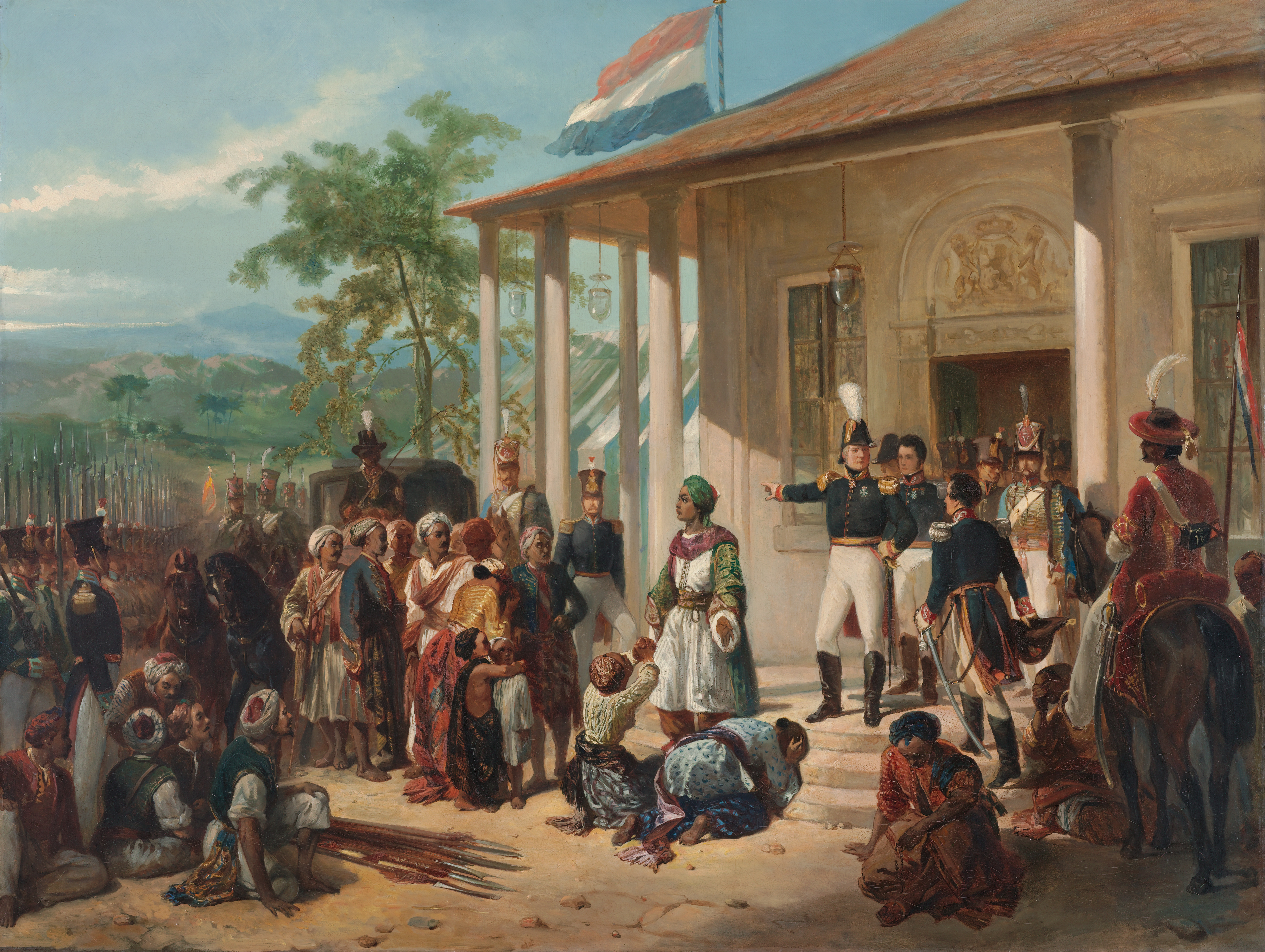
Arrestation du prince Diponegoro le 28 mars 1830.

De 1825 à 1830, la rébellion du prince Diponegoro de Yogyakarta se traduit par la guerre de Java.
Le XIXe siècle voit le début de l’exploitation économique de Java et la soumission des autres États princiers. La « guerre de Java » a ruiné la colonie, qui s’est endettée. Une partie de l’opinion néerlandaise devient hostile au système colonial. La population de Java a terriblement souffert de la guerre, de la famine et des épidémies. On estime à plus de 200 000 le nombre de victimes.
Le traité de Sumatra, signé entre le Royaume-Uni et les Pays-Bas en 1871, entérine l'extension de la domination néerlandaise dans l'île de Sumatra. L’ouverture du canal de Suez en 1869 a augmenté l’intérêt du détroit de Malacca (auparavant, les navires empruntant la route du Cap utilisaient plutôt le détroit de la Sonde). Les Britanniques, présent à Singapour, laissent les Néerlandais intervenir dans le sultanat d’Aceh à condition qu’ils garantissent la sécurité le long du détroit de Malacca.

##### Guerre d'Aceh (1873-1904)
Le 26 mars 1873, le gouvernement néerlandais déclare officiellement la guerre au sultanat d'Aceh dans le nord de Sumatra, qui résiste au pouvoir colonial des Pays-Bas. Les Néerlandais ne parviennent à contrôler que les régions côtières. En 1908 s'achève la conquête de Bali et officiellement la guerre d'Aceh. Des révoltes perdurent cependant jusqu’en 1939. En ce début du XXe siècle le mouvement nationaliste prend son essor.

#### Le temps duCultuurstelsel
Pour redresser la colonie après la guerre de Java, le gouverneur néerlandais Johannes van den Bosch impose le système des cultures (Cultuurstelsel) qui oblige les paysans javanais à consacrer un cinquième de la terre et de leur travail aux cultures d’exportation (thé, café, épices, sucre, indigo) imposées par le gouvernement. Les produits ainsi obtenus sont la propriété de l’État.
Le Cultuurstelsel aboutit à une exploitation sans précédent des populations indigènes en Indonésie. Les limites fixées au départ ne seront pas respectées, et le prélèvement d’un cinquième des terres cultivées peut aller jusqu’au tiers, voire la moitié dans les régions de canne à sucre. Au cinquième du temps de travail fournit au gouvernement pour la culture des terres (60 à 70 jours), qui peut atteindre 90 jours voire 240, s’ajoute un système de corvées pour les travaux d’aménagement (routes, ports, magasins, urbanisme, fortifications). Les corvéables reçoivent une maigre rétribution, qui payée en retard les met à la merci des usuriers. L’impôt foncier continue d’être prélevé (il double en quinze ans). Les frais d’administration sont réduits au minimum. La société évolue. Les régents (préfets) javanais sont intéressés au système des cultures et se conduisent en despotes. Dans les villages, l’administration communautaire se renforce et est utilisée par les Néerlandais pour faciliter la mise en application du système des cultures et freiner le développement de la propriété individuelle.
Pour la métropole, les résultats du système sont positifs. Entre 1830 et 1877, « l’excédent colonial » représente 800 millions de florins, dont les quatre cinquièmes sont dus au café. Les chiffres culminent entre 1860 et 1864. La population, si elle connaît un accroissement constant, souffre du système qui privilégie les cultures d’exportation au détriment de la production vivrière.
Le Cultuurstelsel provoque de grandes famines et de nombreuses révoltes dans certaines régions de Java entre 1843 et 1850. En 1843, la famine éclate dans la région de Cheribon à Java, à la suite de la décision d’ajouter le riz à la liste des cultures d’État.
Wolter Robert van Hoëvell, pasteur à Batavia, a fondé en 1838 un journal, qui en 1848 prend un caractère politique. Il demande plus de démocratie et l’abolition de l’esclavage. Revenu aux Pays-Bas et membre de la seconde Chambre en septembre 1849, il critique la politique coloniale du gouvernement.
La Constitution promulguée le 3 novembre 1848 oblige Guillaume II (roi des Pays-Bas) à faire « présenter aux États Généraux un rapport circonstancié sur l’administration » des colonies et possessions « et sur l’état dans lequel elles se trouvent ». Le 2 septembre 1854, un règlement gouvernemental, sans modifier le système des cultures, tient compte des modifications constitutionnelles qui ont prévu le contrôle du Parlement sur les Colonies néerlandaises et rappelle qu’un des devoirs les plus impératifs du gouverneur général est « la protection de la population indigène contre les actes arbitraires de qui que ce soit ». Le règlement précise que « le gouverneur général à soin de fonder des écoles pour la population indigène ». En fait, seuls 60 000 Indonésiens seront scolarisés à la fin du siècle.
En 1852, il y a 17 285 Européens à Java et il y en a 4 832 dans les possessions extérieures des Indes néerlandaises. Ce sont presque tous des fonctionnaires (administrateurs, contrôleurs des cultures de l’État, militaires). En 1900, ils sont 62 477 à Java et 13 556 dans les possessions extérieures. Outre les fonctionnaires, beaucoup sont des planteurs et des commerçants.
Une campagne des libéraux néerlandais contre le système de cultures forcées réussit à en faire disparaître les aspects les plus injustes. Le Cultuurstelsel est progressivement abandonné dans les années 1860 ; en 1863 pour les cultures de poivre, girofle et de noix de muscade, et 1865 pour les cultures d’indigo, de thé et de cannelle et l’élevage de cochenilles, en 1866 pour les cultures de tabac.
Une loi agraire du 9 avril 1870 interdit aux indigènes d’aliéner leurs terres héréditaires, les protégeant de la famine en leur assurant la terre indispensable aux cultures vivrières. Toutes les terres incultes sont la propriété du gouvernement et peuvent être remise à bail emphytéotique pour la durée maximale de 75 ans, ce qui permet l’implantation de colons et de sociétés. La loi sur le sucre du 21 juillet 1870 prévoit la disparition progressive de cette culture d’État entre 1878 et 1891. Le café et le sucre représentent alors les trois quarts de la valeur totale des exportations. La dernière plantation d’État de café disparait en 1918.
En 1873, le théier d’Assam est introduit à Java. Cette culture connait un grand essor dans les monts Pranger. Celle de l’hévéa, implantée en 1877, se développe après 1890.
En 1883 est créée la Royal Dutch pour exploiter une concession pétrolière à Sumatra dans la zone de Langkat à Telega Saïd. Alors une petite société, elle s'associe en 1890 avec la société britannique, Shell Transport and Trading Company, spécialisée dans le transport de produits pétroliers, puis en 1907 les deux sociétés fusionnent dans le groupe Royal Dutch Shell, qui ne dispose jusqu’en 1910 que des pétroles indonésiens.
Une grave crise agricole éclate en 1885. Des maladies atteignent les plantations de thé et de café (dont la valeur des exportations tombe de 59,9 millions de florins en 1880 à 19,7 en 1885). Les prix s’effondrent en raison de la concurrence. De nombreuses entreprises individuelles, déjà fortement endettées, sont réduites à la faillite. Les solutions à la crise demandent des investissements (modernisation, construction de voies ferrées). Il s’effectue un mouvement de concentration dans l’économie.
À partir de 1898, les Néerlandais imposent des Korte Verklaringen (« déclarations succinctes ») faisant des princes des « États indigènes » de simples exécutants aux ordres du pouvoir colonial.

### XXesiècle

#### La «politique éthique»
Lors de son discours du Trône de septembre 1901, la reine Wilhelmine évoque « le devoir éthique que les Pays-Bas, en tant que nation chrétienne, avaient d’améliorer les conditions de vie des chrétiens indigènes, d’allouer aux activités missionnaires les fonds dont elles avaient besoin, et d’informer l’ensemble de l’administration [coloniale] que les Pays-Bas avaient une obligation morale à remplir envers les populations [des Indes orientales néerlandaises] ». La reine ordonne qu’une commission enquête sur la condition des paysans javanais.
En octobre 1904, van Heutsz (nl) devient gouverneur général de l’Indonésie. Il met en application la « politique éthique » ou « de la voie morale » (1900-1913). Elle vise à développer l’agriculture et les services sociaux et éducatifs, ainsi que les chemins de fer, les routes et les services maritimes entre les îles. Elle entraîne des progrès dans le domaine de la santé publique, mais est insuffisante face à la sous-alimentation. Les mesures les plus complètes se limitent aux quartiers européens ou aux régions où de gros intérêts européens sont en cause : le développement de l’irrigation est conçu en fonction des plantations de canne à sucre et les indigènes n’en profitent que lorsqu’il y a une alternance du riz et la canne à sucre.
En 1905 est créé le premier syndicat pour les employés européens des chemins de fer de l’État, puis en 1908 « l’Union des employés des chemins de fer de l’État » (Vereeniging van Spoor en Tram Personeel) est ouvert aux cheminots indonésiens, qui sont majoritaires dès 1910.
Dans les années 1920 sont créés des instituts supérieurs, accessibles aux Indonésiens : l’Institut des sciences techniques (1920), l’Institut de droit (1924), l’Institut de médecine (1927). La faculté des lettres et l’Institut d’agriculture sont établis en 1940. En 1942, les cinq facultés sont réunies dans l’université de Batavia.
Le 30 novembre 1922, la nouvelle Constitution des Pays-Bas supprime le mot « colonies » pour l’expression « territoires d’outre-mer » mais les Indonésiens demeurent des « sujets » néerlandais. La politique de décentralisation se renforce, dans le but de faciliter le travail de l’administration, d’y associer l’élite indonésienne pour la détacher du mouvement nationaliste et de diversifier les régimes locaux afin de laisser aux Néerlandais le rôle d’arbitres. En dehors des communes villageoises anciennes (desas), il apparaît des conseils locaux : conseils municipaux, de régence, de province. Le corps électoral est extrêmement réduit en ce qui concerne les Indonésiens. En 1927, 1928 et 1938, la réglementation concernant les territoires autonomes est révisée. Les droits de l’État néerlandais sont accrus, et dans l’ensemble, ces territoires passent du protectorat au statut d’États « intégrés ». En 1939, on compte 269 souverains indigènes héréditaires dont deux seulement à Java.

#### Le «Réveil national» (1908-1942)
Le 16 octobre 1905, des marchands de batik javanais, conduits par Samanhudi, désireux d'unir leurs forces face aux grossistes chinois, fondent à Surakarta l’Association des marchands musulmans (« Sarekat Dagang Islam »), qui devient le Sarekat Islam le 10 octobre 1912. Son but de départ est de protéger le commerce javanais de la concurrence chinoise et européenne. Elle prend rapidement un caractère politique avec des objectifs nationaux. Elle aura plus de deux millions d’adhérents dans tout l’archipel dès 1918. En 1919, il mène une campagne pour que l’on réduise la superficie des champs de canne à sucre au profit des rizières.
Le 20 mai 1908, R. M. Wahidin Soedirohoesodo (1852–1917), un médecin javanais à la retraite, fonde le Boedi Oetomo (en javanais pour : « l'intelligence suprême »), avec comme ambition d'élever la condition des Javanais à la fois par l'acquisition des connaissances occidentales et l'étude de leur propre culture. Le gouvernement indonésien a déclaré cette date « jour du réveil national » (Hari Kebangkitan Nasional).
En 1908 est créé à Leyde, aux Pays-Bas, parmi les étudiants indonésiens, l’Indische Vereeniging (id) qui devient « Indonesische Vereniging » en 1922 et « Perhimpunan Indonesia » (l’Union indonésienne) en 1923. Il réunit et forme des hommes comme Mohammad Hatta, Sutan Sjahrir et Ali Sastroamidjojo.
Le 10 novembre 1912, est fondé à Yogyakarta le mouvement musulman Muhammadiyah qui veut renforcer l'islam par un enseignement islamique moderne, qui évite cependant le terrain politique.
Le 9 mai 1914 est créé à Surabaya, sous l’influence du socialiste néerlandais Henk Sneevliet, l’Union social-démocrate indonésienne, à l’origine du premier parti communiste asiatique, le « Partai Kommunis di Hindia », fondé le 23 mai 1920, devenu parti communiste indonésien (PKI) en 1924.

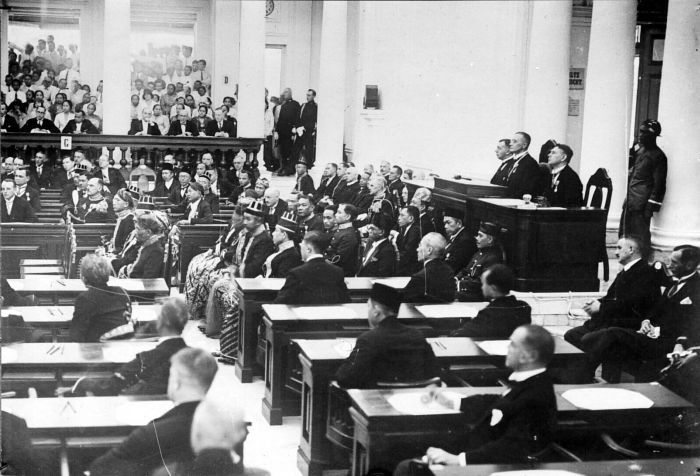
Inauguration du Volksraad (« Conseil du peuple ») en 1930.

Sous la pression du mouvement national un Conseil du Peuple ou Volksraad est créé le 16 décembre 1916. Il se réunit pour la première fois le 18 mai 1918. Une partie des conseillers (la moitié, puis le tiers après 1927) est nommée. Les membres des conseils locaux forment le corps électoral, divisé en 1927 en trois collèges (Néerlandais, sujets néerlandais d’origine étrangère, Indonésiens). Peu représentatif, il est purement consultatif jusqu’en 1925.
En octobre 1921, lors de son sixième Congrès national à Surabaya, le Sarekat Islam décide de la rupture avec les communistes, ce qui accentue le caractère religieux du mouvement. Il collabore avec la Mouhammadyah (musulmans réformistes) et organise le premier congrès panislamiste d’Indonésie tenu du 31 octobre au 2 novembre 1922 à Cirebon.
En 1921-1922, des grèves éclatent dans les tramways et les chemins de fer, les imprimeries, l’industrie sucrière et parmi les employés des monts-de-piété. Le gouvernement réagit en procédant à l’arrestation des communistes au moment des grèves.
Le 23 juin 1925 est établie une Constitution coloniale des Indes néerlandaises (Indische Staatsregeling). Le Volksraad reçoit un certain pouvoir législatif (statut appliqué en 1927) qui ne peut se traduire dans les faits que s’il y a accord entre le gouverneur et le Volksraad. Les représentants indonésiens soumettent des motions pour accroître leurs droits. Elles seront repoussées par le gouvernement mais le fait qu’elles aient été présentées et discutées encourage les nationalistes, dans un contexte de vie politique réduite (les assemblées politiques sont interdites en dehors des périodes électorales, les statuts des partis sont soumis à l’approbation gouvernementale et les arrestations se multiplient dès que des troubles éclatent ou menacent d’éclater.
C’est ainsi que le 28 novembre 1925, face à l’augmentation du nombre des grèves et de la violence armée, le gouvernement décide de suspendre le droit de réunion dans presque toute l’Indonésie pour le Parti communiste, le Sarekat Islam, et la plupart des organisations syndicales contrôlées par les communistes. En décembre, le congrès du Parti communiste indonésien réunit à Prambanan décide un soulèvement armé. L’insurrection commence le 12 novembre 1926 à Banten et à Batavia, où les insurgés s’emparent pendant quelques heures du central téléphonique, puis gagne la côte occidentale de Sumatra en janvier 1927. La répression arrête 13 000 personnes dont 4 700 sont condamnés, des milliers d’autres sont transférées sans jugement dans les camps d’internement de Digul en Nouvelle-Guinée. Le Parti communiste indonésien, affaibli par des luttes internes, est interdit.

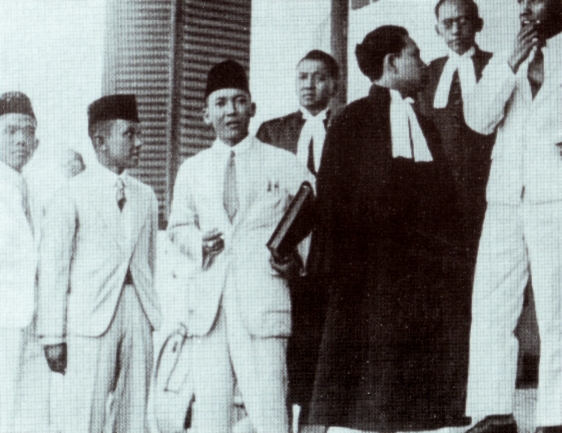
Soekarno lors de son procès en 1930.

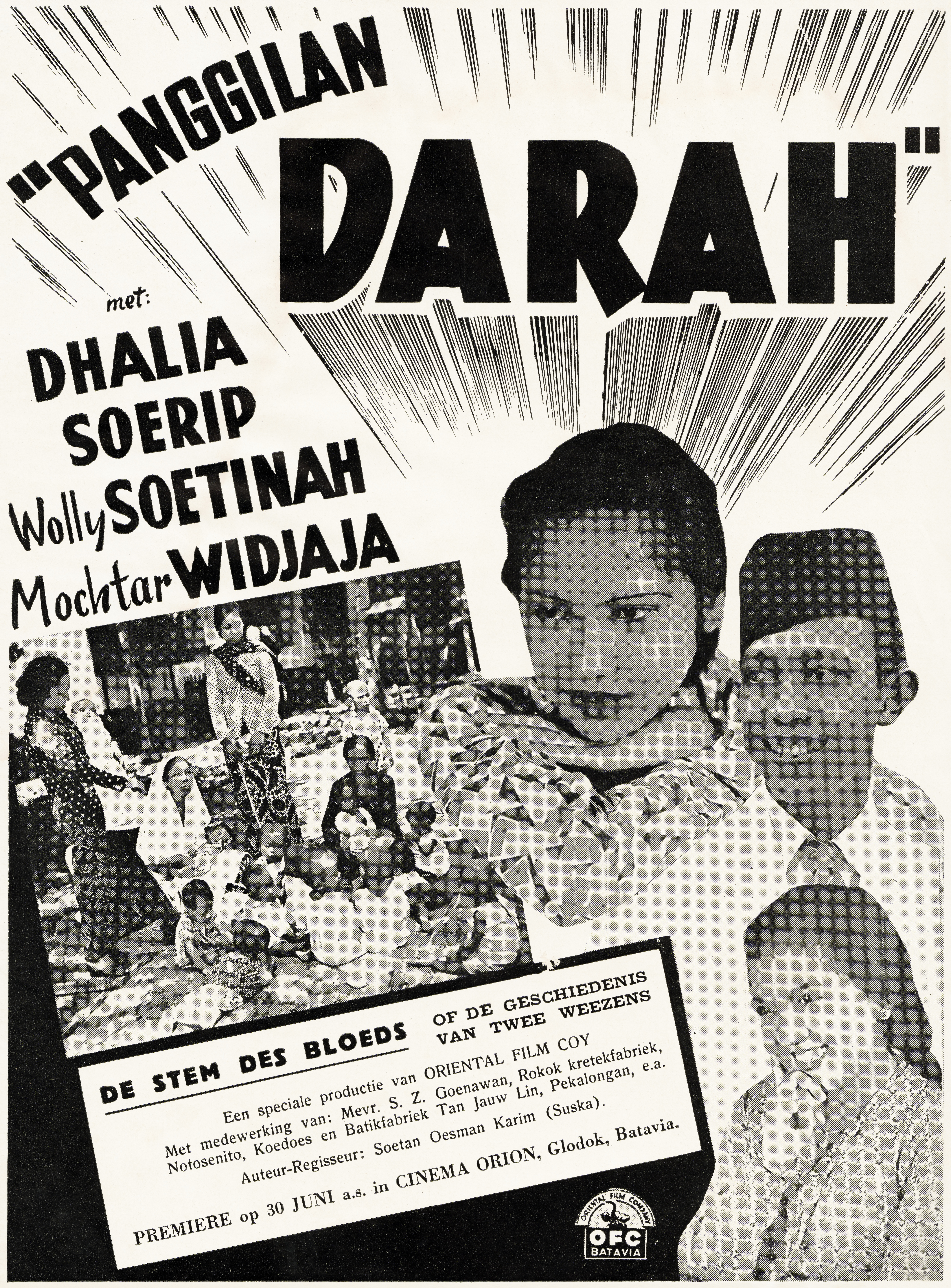
Une publicité pour le film Panggilan Darah réalisé et sorti aux Indes orientales en 1941.

Le 4 juillet 1927, un jeune ingénieur formé à Bandung, Soekarno, et d’anciens adhérents du Perhimpunan Indonesia (id), partisans de l’indépendance totale et de la création d’un gouvernement démocratique, fondent le Parti national indonésien, qui devient le « Partai Nasional Indonesia », ou PNI en mai 1928. Le PNI travaille en accord avec le Sarekat Islam et devient rapidement le parti nationaliste le plus important. Le 24 décembre 1930, Soekarno est arrêté avec sept autres dirigeants du PNI et condamné à quatre ans de détention ; il est libéré en décembre 1931.
Le 28 octobre 1928, à Batavia, les participants à un congrès d’organisation de jeunes inlanders (« indigènes ») font le serment d’œuvrer pour une nation indonésienne (l’ensemble des populations du territoire qui subissent le joug colonial néerlandais), une langue indonésienne (qui est en fait le malais), une patrie indonésienne.
Le 25 avril 1931, le PNI est dissout et le 29 avril Sartono, qui assure l’intérim de Soekarno, annonce la création du Partindo (« Partai Indonesia ») qui regroupe les membres les plus radicaux du PNI. Soekarno les rejoint à sa sortie de prison en décembre 1933. Estimant que toute action de masse est pour l’instant vouée à l’échec et que l’essentiel est de poursuivre un travail d’éducation, Sutan Sjahrir et le docteur Mohammad Hatta créent en décembre le Golongan Merdeka (« Groupe indépendant »), futur « Club Pendidikan Nasional Indonesia » (Club de l’éducation nationale indonésienne). Dans la même période, une scission se produit au sein du Sarekat Islam (PSII) : un groupe dirigé par le docteur Sukiman Wirjosandjojo et Abikusno Tjokrosujono (en) est surtout inspiré par des préoccupations religieuses et Hadji Agus Salim fonde le « Penjedar Barisan PSII ».
Hatta et Sjahrir sont arrêtés en février 1934 et exilés sans procès dans le camp de concentration de Boven-Digoel, en Nouvelle-Guinée, puis dans l'île de Banda où ils restent jusqu’à l’invasion japonaise en 1942.
Le 26 décembre 1935, le docteur Raden Sutono (Soetomo) fonde le Parindra (« Partai Indonesia Raya ») qui s’efforce d’organiser l’aide aux paysans (coopératives, institution de crédit, asile pour les orphelins, etc.) et de combattre l’analphabétisme (écoles). Il fait voter par le Volksraad une résolution demandant la formation d’un régime de self government dans le cadre du royaume des Pays-Bas. Le gouvernement néerlandais rejette cette proposition. Après l’échec du Parindra, un nouveau parti se constitue le 27 mai 1937, le Gerindo (« Gerakan Rakjat Indonesia », Mouvement du peuple indonésien) qui adopte un programme démocratique sur le plan d’une lutte internationale contre le fascisme,.
Le 21 mai 1939, un comité de coordination, le Gabungan Politik Indonesia (GAPI), est constitué entre huit opérations nationalistes, qui réclame le self gouvernement, un régime démocratique dans le cadre de l’unité nationale et affirme son désir de prendre part à la lutte antifasciste. En décembre, le GAPI convoque à Jakarta un Congrès du Peuple indonésien qui adopte le Bahasa Indonesia comme langue nationale, le drapeau rouge et blanc et le chant Indonesia Raya comme hymne national.
En février 1940, sous l’impulsion du GAPI, le Volksraad demande la création d’un gouvernement autonome indonésien. En mai, les Pays-Bas sont envahis par l'Allemagne nazie. Le gouvernement néerlandais de Londres déclare qu’on ne saurait envisager de réformes avant la fin de la guerre (23 août 1941), ce qui est confirmé par le discours de la reine Wilhelmine du 10 mai 1941. En septembre 1941, un congrès du peuple indonésien se réunit à Yogyakarta. Il organise une direction permanente comprenant des membres du GAPI (id), du MIAI (id) (Fédération d’Organisations musulmanes non politique) et du PVNN (Fédération de Syndicats de Fonctionnaires).

#### Occupation japonaise

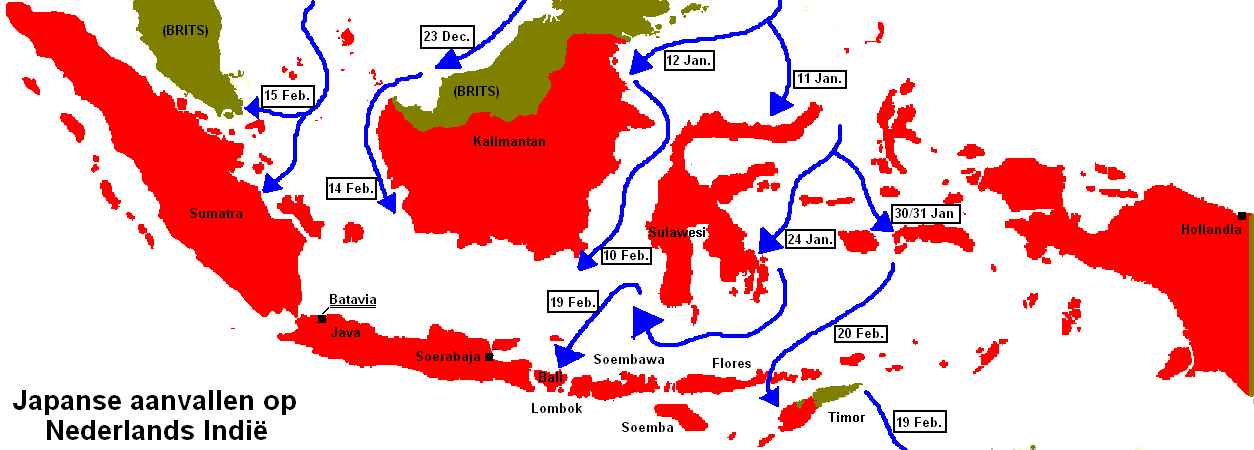
Campagne des Indes orientales néerlandaises.

Le 8 décembre 1941, le lendemain de l'attaque japonaise de la base américaine de Pearl Harbor, le gouvernement des Indes néerlandaises déclare la guerre au Japon. La veille, les troupes japonaises ont débarqué dans la partie britannique de Bornéo et dans le nord de la presqu’île de Malacca qui est entièrement occupée à la fin du mois de janvier 1942.
Le 11 janvier 1942 les Japonais débarquent à Tarakan, dans le Nord-Est de Bornéo, et à Manado, dans le Nord-Est des Célèbes dans les Indes néerlandaises, désireux de se rendre maîtres de leurs matières premières dont ses ressources pétrolières. Le 16 février Palembang tombe et la flotte néerlandaise est mise hors de combat. Le 9 mars, les forces alliées capitulent sans condition à Bandung (les Néerlandais avaient refusé l’offre des nationalistes de constituer des milices pour participer à la défense de l’archipel indonésien). Le 17 mars, le dirigeant nationaliste indonésien Soekarno, emprisonné depuis deux ans, est libéré par le colonel japonais Fujiyama qu’il rencontre à Bukittinggi et qui lui promet l’indépendance de l’Indonésie en échange de sa collaboration pour maintenir le calme dans la population.
Le 29 avril 1942, les Japonais tentent de former une organisation de masse, le « Mouvement des trois A » (le Japon leader de l’Asie, protecteur de l’Asie, lumière de l’Asie). C’est un échec rapide et total. D’abord accueillis en libérateurs, les Japonais s’aliènent la population en réquisitionnant des centaines de milliers d’ouvriers, les romushas, dont beaucoup périssent de malnutrition et d’épuisement. Ils accumulent des stocks de marchandises et de denrées alimentaires qu’ils payent en monnaie d’occupation. On estime que le nombre de victimes est compris entre trois et quatre millions de personnes parmi la population civile indonésienne pendant les trois années de l’occupation japonaise.
En octobre 1942, une commission est constituée pour rédiger une grammaire de l'indonésien et créer une terminologie technique et scientifique. L’interdiction du néerlandais favorise les progrès de l’usage de cette langue.
Les Japonais favorisent les plantations d’arbres à quinquina, introduisent le soja pour l’exporter vers le Japon et maintiennent la production de tabac. Les plantations de canne à sucre sont abandonnées (la production tombe de 1 400 000 tonnes en 1938 à 84 000 en 1945), les plantations d’hévéa sont réduites de 600 000 ha à 250 000, les plantations de thé du tiers. Les Japonais ordonnent en août 1943 la destruction de la moitié des plantations de caféiers (30% seront détruites effectivement).
Le gouvernement néerlandais à Londres annonce qu’après l’évacuation du pays une Table Ronde sera organisée pour mettre au point les réformes nécessaires outre-mer. Le 6 décembre 1942 la reine Wilhelmine des Pays-Bas déclare à Radio Londres qu’il faut s’orienter « vers l’idée d’une communauté entre les Pays-Bas, l’Indonésie, Suriname et Curaçao (…) avec liberté pour chacun dans les affaires intérieures ».
Au début de 1943, le mouvement nationaliste laïc profite des offres du gouvernement japonais, qui libère ses dirigeants. Le 16 avril, Soekarno et Hatta organisent un mouvement de masse, le Putera, qui diffuse les idéaux nationalistes. En octobre 1943, les Japonais acceptent la formation d’une milice nationaliste, la Peta, qui formera le noyau de la future armée indonésienne. En décembre 1943, le gouvernement militaire dissout le Putera qui leur échappe et se tourne vers les notables musulmans et l’aristocratie javanaise pour mettre sur pied, en mars 1944, un nouveau mouvement de masse multi-ethnique et multi-religieux, le Jawa Hokokai, qu’ils contrôlent directement. Le 7 septembre 1944, face à l’impossibilité d’obtenir une paix de compromis, le gouvernement japonais promet l’indépendance. Sur le terrain, les militaires traînent des pieds et renforcent leur emprise sur le Jawa Hokokai. Les difficultés des forces de l’Axe favorisent l’organisation d’un mouvement antijaponais.
Après la libération des Pays-Bas, les Néerlandais installent le 14 septembre 1944 à Brisbane un gouvernement provisoire des Indes orientales néerlandaises et rassemblent fonctionnaires et troupes pour partir en Indonésie. Le gouvernement de la reine reconnaît « le droit légitime de l’Indonésie d’avoir une existence nationale propre » mais ne prévoit pas la disparition des liens de dépendance.
Le 29 avril 1945, les occupants japonais acceptent la formation d’une Commission d’enquête pour la préparation de l’indépendance ; le 22 juin est rédigée la « Charte de Jakarta ». Durant l’été, les mouvements de résistance contrôlent Java à l’exception des villes. Après la conquête des Philippines par les Alliés, le commandement japonais accepte la mise en place d’un comité pour l’indépendance et le 11 août 1945, annonce aux dirigeants nationalistes réunis à Đà Lạt en Indochine l’indépendance pour le 24 août.

#### Revolusi(1945-1949)

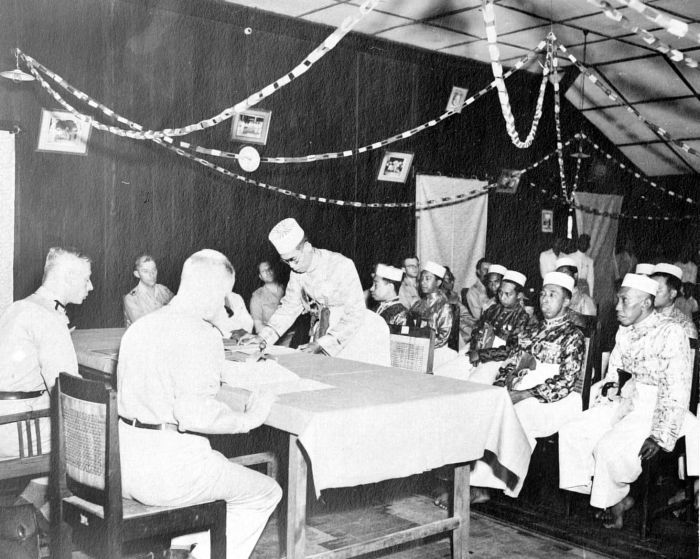
Signature en 1946 d'une Korte Verklaring entre les autorités néerlandaises et le roi de Gowa.

Deux jours après la capitulation du Japon, le 17 août 1945, Soekarno et Hatta proclament l'indépendance vis-à-vis des Pays-Bas à Batavia qui retrouve son nom de Jakarta. Le 18 août, une constitution est proclamée. Soekarno devient président de la république d’Indonésie ; Hatta, vice-président.
Le 16 septembre 1945, les forces britanniques débarquent sur les îles pour désarmer les troupes japonaises et libérer les prisonniers européens détenus dans les camps. Faute de troupes, les Britanniques confient aux Japonais le soin de maintenir l’ordre dans les régions où ils ne peuvent pas intervenir. Cependant, à Java, les fonctionnaires japonais doivent céder la place à leurs adjoints indonésiens. Les souverains locaux se rallient au gouvernement national qui a promis de respecter leur statut. Des entreprises néerlandaises réquisitionnées par les Japonais sont nationalisées. Une armée est créée. Mal équipée, peu expérimentée, elle est nombreuse et s’adapte vite à la guérilla.
Cette armée affronte les forces japonaises à Semarang (14-19 octobre 1945) et les troupes britanniques venues désarmer les forces d’occupation japonaise à Surabaya (27 octobre- 20 novembre 1945).
Devant la réticence de l’opinion britannique et les pressions internationales (monde musulman, Australie, États-Unis), le gouvernement de La Haye doit se résoudre à négocier (15 octobre). Le 6 novembre 1945, le gouverneur général des Indes néerlandaises Van Mook publie un mémorandum en 9 points accordant l’autonomie partielle à l’Indonésie. Le lendemain est créé le Masjumi (Conseil consultatif des musulmans d’Indonésie), parti musulman conservateur rassemblant les grands propriétaires et certains éléments de la bourgeoisie (commerçants et entrepreneurs). Le 14 novembre, Sutan Sjahrir devient chef du gouvernement de la république d’Indonésie ; il refuse toute négociation avec les Pays-Bas sans la reconnaissance préalable de l’indépendance.
Le 2 mai 1946, le gouvernement néerlandais admet l’existence d’une « république d’Indonésie » limitée à Java dans le cadre d’un « Commonwealth d’Indonésie ». Le 18 juin, Sutan Sjahrir formule des contre-propositions : cessation des hostilités, maintien des troupes sur leurs positions actuelles, reconnaissance du gouvernement républicain à Java et à Sumatra, création d’un État libre d’Indonésie qui conclurait une alliance avec les Pays-Bas, et participation à la formation de cet État libre des représentants des territoires des autres îles. Les Néerlandais, qui veulent reprendre pied dans les autres îles, les refusent. Le 16 juillet, les Néerlandais ouvrent à Malino (Sulawesi du Sud) une conférence réunissant 39 délégués de différentes régions de l'archipel qu'ils contrôlent. Leur but est de créer une entité fédérale qui inclurait la république d’Indonésie. On prépare la constitution d’un État de Bornéo. La guérilla se poursuit pendant que les troupes néerlandaises prennent la relève des Britanniques. Le blocus de Java a des conséquences économiques graves.
Les Néerlandais tentent de reprendre en main leur ancienne colonie. Tandis que les troupes néerlandaises débarquent et que Van Mook arrive à Jakarta, Soekarno demande leur retrait, la suppression de l’administration civile remise en place et la reconnaissance du gouvernement indonésien.
La Revolusi, période d'affrontement militaire et diplomatique avec les Pays-Bas, dure jusqu'au 2 novembre 1949. À la conférence de la Table ronde de La Haye (août-décembre 1949), les Néerlandais acceptent de transférer la souveraineté sur la totalité de l’Indonésie, excepté la Nouvelle-Guinée occidentale, à la république des États-Unis d'Indonésie avant la fin de l’année. L’union toute symbolique avec les Pays-Bas sera dissoute officiellement en 1954.

## Administration
L'administration des Indes néerlandaises comportait 3 volets :
1. Le Binnenlands Bestuur (administration de l'intérieur) ;
2. L' Inlands Bestuur (administration indigène) ;
3. Le Bestuur over Vreemde Oosterlingen (administration sur les orientaux étrangers).

### Binnenlands Bestuur

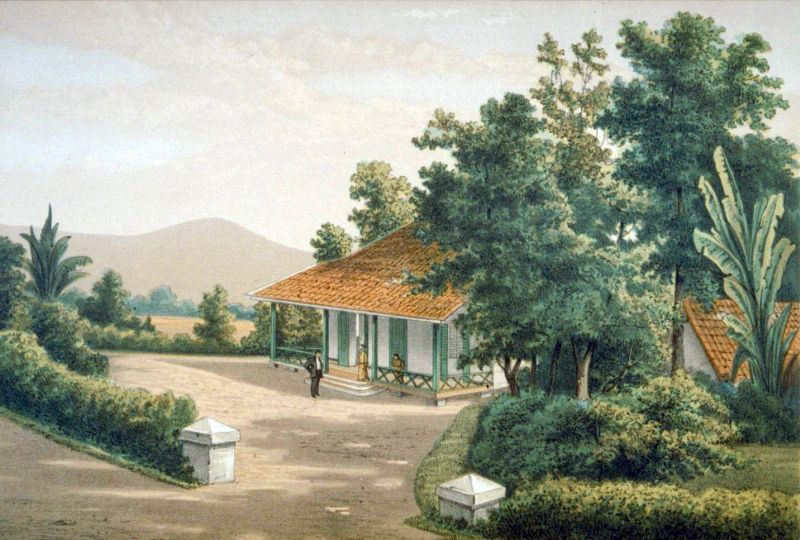
Lithographie de 1889 de Josias Cornelis Rappard représentant la demeure d'un « contrôleur ».

Les Indes néerlandaises étaient subdivisées en 36 ou 37 régions (selon l'époque). Ces régions étaient découpés selon les frontières préexistante à Java et Sumatra, et en suivant les états préexistant où il y en avait (Moluques, Aceh, Makassar...). Lorsqu'il n'y en avait pas, les régions créées étaient des regroupements géographiques (Nusa Tenggara, Sulawesi, Papua...). À la tête de ces régions était en général placé un resident (« résident »), qui adossait son autorité et son administration sur la noblesse locale, rois ou sultans. Sa circonscription s'appelait une residentie.
La relation particulière d'interdépendance qu’entretenaient le résident et le régent sur un même territoire est très bien décrite dans l'ouvrage Max Havelaar, écrit par un ancien assistant résident.
Aceh, l’Oostkust (« côte orientale » de Sumatra du Nord), Ambon et le nord de Sulawesi avaient un gouverneur. Belitung était administrée par un assistent-resident. Dans tous les cas, ces fonctionnaires étaient chargés de l'administration, de la justice, de la police et de l'irrigation locale.

### Inlands Bestuur

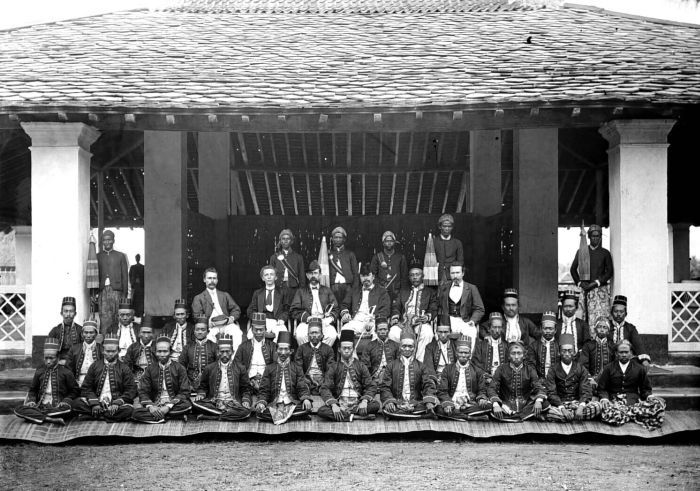
Les fonctionnaires de l’Inlands Bestuur de Kraksaan près de Probolinggo (Java oriental, vers 1885).

Le résident était secondé par des fonctionnaires indigènes. À Java, c'étaient les bupati. Ceux-ci étaient chargés de l'administration de la population locale. Ce principe était nommé soort over soort (« le semblable sur le semblable »). Le bupati était la plupart du temps issu de la haute noblesse ou des familles princières.
L'administration de la population indigène était soumise à l’adat, c'est-à-dire le droit coutumier.

### Vreemde Oosterlingen

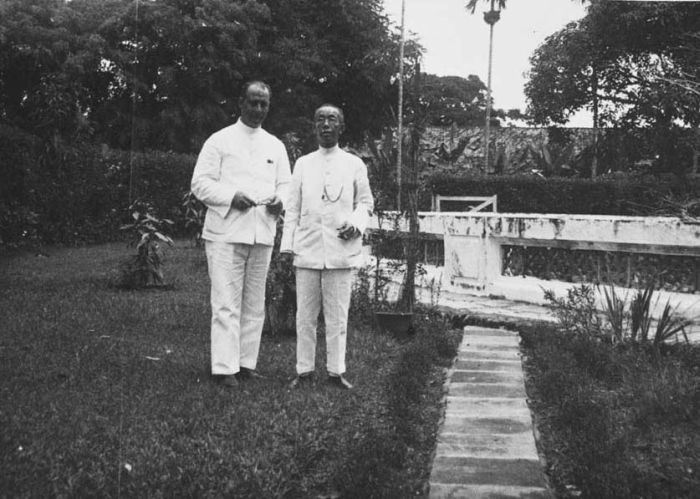
Le majoor des Chinois de Batavia et un hôte néerlandais en 1932.

Le terme Vreemde Oosterlingen, c'est-à-dire « Orientaux étrangers », désignait les habitants des Indes néerlandaises d'origine chinoise, indienne et arabe. Lorsque ceux-ci formaient une importante communauté en une région donnée, ils avaient le droit à une auto-administration semi-autonome.

### Autorité
Le résident était responsable envers le gouverneur général des Indes néerlandaises. Le bupati était surnommé le « petit frère » du résident. On entendait par là que le pouvoir reposait en dernier ressort dans les mains du résident. Le bupati était ainsi au même niveau que l' assistent-resident.
En effet, une residentie était subdivisée en trois à cinq circonscriptions, à la tête de chacune desquelles était placé un assistent-resident.

### Nouvelle-Guinée
La situation était différente en Nouvelle-Guinée néerlandaise. Cette colonie était subdivisée en 6 circonscriptions, dont chacune était dirigée par un résident.

### Aspects militaires
L'armée royale des Indes néerlandaises (1830-1950) est chargée de la défense de la colonie. Elle dispose de sa propre force aérienne, dénommée en 1939 l'aviation militaire de l'armée royale des Indes néerlandaises. Elle sous le contrôle du ministère des Affaires coloniales.
Il y a trois forces navales distinctes : 
- L'escadron auxiliaire : formé de navires de la marine royale néerlandaise détachés dans cette colonie. Elle est sous le contrôle du ministère de la Marine et doit garder la région contre les puissances étrangères ;
- La Indische Military Marine (marine militaire indienne). Contrôlé par le gouverneur général des Indes orientales néerlandaises, avec des bateaux payés par le ministère des Affaires coloniales, et servi par du personnel de la Marine royale. Elle assure le maintien de l'autorité néerlandaise dans la colonie ;
- La Gouvernementsmarine (Marine gouvernementale). Police maritime payée et contrôlée par le gouverneur général.

## Aspect économique et politique de la colonisation
Entre 1932 et 1935, l'extraction de pétrole brut aux Indes néerlandaises passe de 5 millions à 6 millions de tonnes par an.

## Européens des Indes

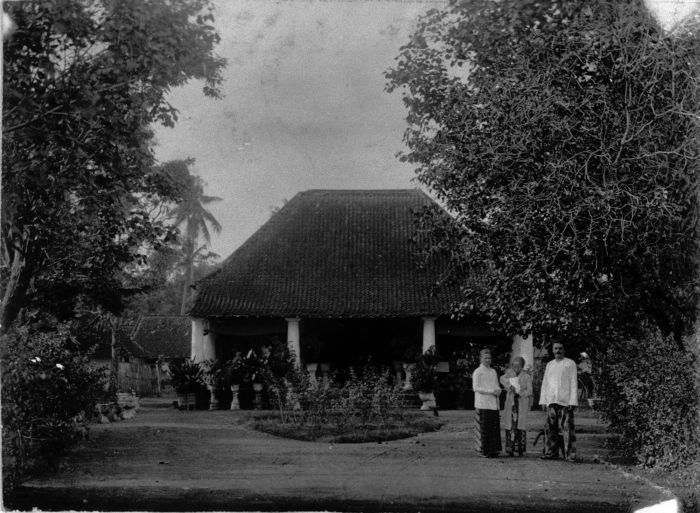
Une famille néerlandaise « des Indes » vers 1890.

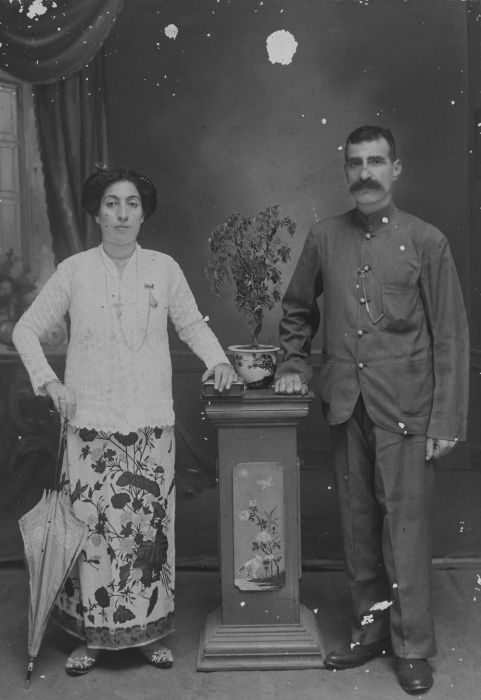
Couple d'Européens des Indes au début du XXe siècle. Comme la plupart des femmes européennes à l'époque, la femme porte la tenue traditionnelle javanaise, le chemisier kebaya et le kain en batik.

En 1938, il y avait 355 000 Européens et 9 300 Américains dans les Indes néerlandaises. Le gros des Européens étaient de souche néerlandaise, avec des familles souvent installées dans les îles de la Sonde depuis 1619, et qui travaillaient surtout dans de grandes exploitations, mais la plus grande partie des Néerlandais étaient ceux arrivés après 1880. Certains Néerlandais étaient des expatriés, qui avaient le plus souvent des contrats de trois à cinq ans, comme les enseignants, surtout après 1915. On considérait aussi comme Européens des indigènes métis, assimilés.
Les Européens néerlandais vont donner naissance à deux types de dialecte créole en Indonésie : le petjo et le javindo (en).
Après les Néerlandais, le second groupe européen présent - surtout à Sumatra et à Bornéo - est celui des 10 000 Britanniques et Blancs issus du Commonwealth britannique, comme les Australiens, les Néo-Zélandais, et les Canadiens. Le nombre des ressortissants britanniques et du Commonwealth britannique variera en fonction des époques, entre 1815 et 1949. Les autres Européens (Italiens, Français, Allemands) étaient moins nombreux, et ne dépassèrent jamais les 5 000 résidents dans la colonie. Les Américains, eux, arrivèrent surtout après 1905, pour la production et le commerce du caoutchouc local, indispensable pour la fabrication des pneus, les nombreuses usines  de l'industrie automobile américaine.     
Pendant l'occupation japonaise de l'Indonésie entre 1942 et 1945, plus de 25 000 Européens et métis meurent.
Après 1945, les Européens et métis assimilés commencèrent à quitter l'Indonésie. Plus de 300 000 Européens et métis assimilés quittent l'Indonésie pour les Pays-Bas, l'Australie, la Nouvelle-Zélande, les États-Unis ou l'Afrique du Sud entre 1947 et 1956, soit plus de 95 % des blancs et métis en Indonésie. Le président indonésien Soekarno accélérera les départs après 1954.
En 1964 et 1965, ce qui restait des métis néerlandophones et rares blancs néerlandais dut fuir des suites de la brutale répression anti-communistes qui fit plus de 1 000 000 morts en Indonésie, et les métis, souvent lettrés, figurent dans les premières victimes. Presque à la même époque, en 1962-1963, à cause de l'annexion de la Nouvelle-Guinée Occidentale Néerlandaise par l'Indonésie, des métis, colons, et administrateurs néerlandais furent expulsés. En 1964, la totalité des Néerlandais présents en Nouvelle-Guinée Occidentale, et occupée par l'armée indonésienne, sont expulsés. Certains partirent pour l'Australie et la Nouvelle-Zélande.
En 1968, il ne restait plus que moins de 4 000 Néerlandais (Hollandais), et assimilés, en Indonésie, soit moins de 2 % des Hollandais-Néerlandais, et assimilés de 1939. Donc, plus de 98 % des anciens colonisateurs ont fui l'Indonésie entre 1945 et 1965.  

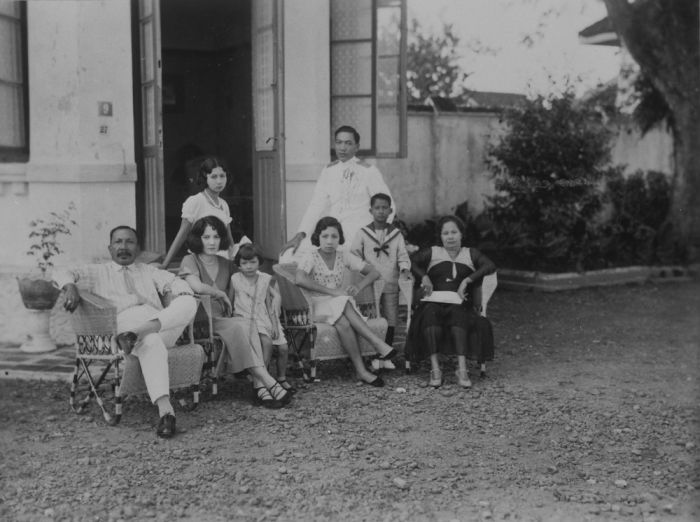
Une famille métisse vers 1930.

De nos jours, il y a moins de 3 200 Néerlandais en Indonésie, qui souvent sont en Indonésie pour un travail, pour des raisons professionnelles, ou de coopérations, et la plupart n'ont pas d'attaches en Indonésie. La langue néerlandaise a considérablement décliné : déjà peu parlée avant 1942, le néerlandais a laissé place à l'anglais, de nos jours, après la disparition des rares personnes des anciennes générations qui savaient parler néerlandais, et les créoles néerlandais, le petjo et le javindo, sont en voie de disparition. Le néerlandais était encore parlé par environ 35 000 Indonésiens en 1985, souvent âgés de plus de 70 ans, et a chuté à moins de 5 000 locuteurs, souvent métis, en 2010. Mais le néerlandais est resté une langue d'intérêt culturel et historique en Indonésie : c'est la langue de l'ancien colonisateur, et les archives laissées en héritage sont souvent rédigées en néerlandais.
De nos jours, les descendants des colons néerlandais et les métis se retrouvent surtout aux Pays-Bas, et en Australie. Aux Pays-Bas, ils sont désignés par le nom d'Indos, mais avec le temps, ils se sont intégrés à la population néerlandaise. Aux Pays-Bas, ils seraient quelque 300 000 représentants. En 2010, il y avait plus de 100 000 descendants de colons néerlandais en Australie, et plus de 30 000 en Nouvelle-Zélande. Le reste des groupes importants vit aux États-Unis (ou il y aurait au moins 100 000 descendants des "Indos"), en Afrique du Sud, et au Canada, et plus rarement en Belgique. Ils sont évalués dans le monde entre 300 000 à 500 000 personnes qui sont bien intégrées dans leurs nouveaux pays.